# Strážske
Strážske (în maghiară Örmezö) este un oraș din Slovacia cu 4.589 locuitori.

## Demografie
| An:                | 1994 | 2004   | 2014   | 2024   |
| ------------------ | ---- | ------ | ------ | ------ |
| Număr de persoane: | 4427 | 4455   | 4398   | 4166   |
| Diferență:         |      | +0,63% | −1,27% | −5,27% |

| An:                | 2023 | 2024   |
| ------------------ | ---- | ------ |
| Număr de persoane: | 4191 | 4166   |
| Diferență:         |      | −0,59% |